# Leicester Riders
I Leicester Riders sono una società cestistica avente sede a Leicester, in Inghilterra.
Militano nella massima divisione del Regno Unito, la British Basketball League.

## Palmarès
- British Basketball League: 4

2000-2001, 2012-2013, 2016-2017, 2017-2018,2018-2019, 2021-2022